# Skördrissjön
Skördrissjön är en sjö i Malung-Sälens kommun i Dalarna och ingår i Göta älvs huvudavrinningsområde. Sjön har en area på 0,226 kvadratkilometer och ligger 451,5 meter över havet. Sjön avvattnas av vattendraget Ringsån.

## Delavrinningsområde
Skördrissjön ingår i det delavrinningsområde (671641-137930) som SMHI kallar för Mynnar i Holmsjön. Medelhöjden är 457 meter över havet och ytan är 41,04 kvadratkilometer. Det finns inga avrinningsområden uppströms utan avrinningsområdet är högsta punkten. Ringsån som avvattnar avrinningsområdet har biflödesordning 3, vilket innebär att vattnet flödar genom totalt 3 vattendrag innan det når havet efter 421 kilometer. Avrinningsområdet består mestadels av skog (56 procent) och sankmarker (41 procent). Avrinningsområdet har 0,46 kvadratkilometer vattenytor vilket ger det en sjöprocent på 1,1 procent.